# آلي سايكس
آلي سايكس هو سياسي تنزاني، ولد في 10 أكتوبر 1926 في دار السلام في تنزانيا، وتوفي في 19 مايو 2013 في نيروبي في كينيا. نشط حزبياً في Tanganyika African National Union ‏.